# Dipsas latifasciata
Dipsas latifasciata är en ormart som beskrevs av Boulenger 1913. Dipsas latifasciata ingår i släktet Dipsas och familjen snokar. Inga underarter finns listade i Catalogue of Life.
Dipsas latifasciata godkänns inte av The Reptile Database. Taxonet listas där som synonym till Dipsas palmeri. Den population som tidigare utgjorde Dipsas latifasciata lever i södra Ecuador och norra Peru vid Andernas östra sluttningar.